# Kalousi
Kalousi  este un oraș în Grecia în prefectura Ahaia.